# The Logical Song
«The logical song» es una canción de la banda inglesa Supertramp, incluida en su sexto álbum de estudio, Breakfast in America (1979). Escrito por el miembro de la banda Roger Hodgson.

## Composición y letra
Esta canción hace uso de un piano eléctrico, castañuelas y una sección instrumental con influencia del grupo británico de rock The Beatles.
Entre los contemporáneos efectos de sonido de esta canción se encuentran las «entradas» de un juego de fútbol digital de Mattel, muy popular en la época en la que la canción se dio a conocer al público.

## La canción
La letra es una «historia de inocencia e idealismo perdido», en la que Hodgson condena a un sistema educativo no basado en el conocimiento y la sensibilidad.
La canción cuenta la historia de un hombre que:
- Se siente lejos de una niñez preadánica, no mancillada:
  - «When I was young, it seemed that life was so wonderful, a miracle, oh it was beautiful, magical».
  - (Cuando era joven, parecía que la vida era tan maravillosa, un milagro, ¡oh, era bella, mágica!).
- Fue sometido a una estricta educación:
  - «But then they sent me away to teach me how to be sensible, logical, responsible, practical».
  - (Pero entonces me mandaron lejos para enseñarme a ser sensato, lógico, responsable, práctico).
- Ve un futuro preparado para él sin ninguna reacción espontánea:
  - «And they showed me a world where I could be so dependable, clinical, intellectual, cynical».
  - (Y me enseñaron un mundo donde podía ser tan fiable, frío, intelectual, cínico).
- Se siente coartado en su libertad de expresión:
  - «Now watch what you say or they'll be calling you a radical, liberal, fanatical, criminal».
  - (Ahora mira bien lo que dices, o te llamarán radical, liberal, fanático, criminal).
- Es presionado para conformarse:
  - «Won't you sign up your name, we'd like to feel you're acceptable, respectable, presentable... a vegetable!»
  - (¿No firmarás con tu nombre?, nos gustaría pensar que eres aceptable, respetable, presentable..., ¡un vegetal!).
- Y termina confundido, sin una imagen coherente de sí mismo:
  - «Please tell me who I am, who I am, who I am!»
  - (Por favor dime quién soy, quién soy, quién soy!).

## Acogida
The Logical Song fue un éxito tanto en Reino Unido como en los Estados Unidos, alcanzando el número 7 y el número 6 respectivamente en su lanzamiento. Permaneció durante 3 meses en la lista Billboard Hot 100 en el verano de 1979. La respuesta de la crítica fue favorable con Allmusic llamando a la canción «un cuento intemporal y profundo sobre la condición humana» (“a timeless and touching tale about the human condition”). Rolling Stone la llamó una «pequeña obra maestra» elogiando el «saxo sensual» y el «humor socarrón» de Hodgson. La revista también hace comparaciones entre Hodgson y Ray Davies de The Kinks.

## Componentes de la banda
- Roger Hodgson: voz y coros, piano eléctrico Würlitzer, guitarra acústica de doce cuerdas y guitarra eléctrica.
- Rick Davies: sintetizadores Oberheim («colchón» de cuerdas) y Elka, órgano Hammond, clavinet Hohner con wah-wah, segunda voz y piano.
- John Helliwell: saxo alto, silbato de sirena, respiración con reverberancia (en la introducción de la canción) y voz (bajo en dos palabras: «¡A vegetable!»).
- Bob Siebenberg: batería, castañuelas, timbales, cencerro.
- Dougie Thomson: bajo eléctrico.

## Sencillo
| Sencillo (1979).       | Posición |
| ---------------------- | -------- |
| UK Singles Chart       | 5        |
| U.S. Billboard Hot 100 | 6        |

## Legado
The Logical Song ha sido interpretada también por Brad Mehldau,  At Vance y Pink Turtle.
The Hee Bee Gee Bees hicieron una parodia como The scatological song.
The Barron Knights hicieron otra parodia como The topical song.
En 2001 fue sampleada por la banda alemana Scooter en el sencillo Ramp! (The logical song).
En 2007 la banda alemana de hands up Rave Allstars hizo una remake.
Ha aparecido también en programas de televisión como The Simpsons (en el episodio «Me casé con Marge») y History rocks (en The History Channel), y en la banda sonora de la película Magnolia (1999).